# Saint-Clément, Aisne
Saint-Clément är en kommun i departementet Aisne i regionen Hauts-de-France i norra Frankrike. Kommunen ligger  i kantonen Aubenton som ligger i arrondissementet Vervins. År 2022 hade Saint-Clément 47 invånare.

## Befolkningsutveckling
Antalet invånare i kommunen Saint-Clément
Referens: INSEE